# 東北利茲 (英國國會選區)
東北利茲（英語：Leeds North East），英國國會一自治市選區，包括英格蘭約克郡-亨伯西約克郡利茲東北部。
始於1918年。1997年前是保守黨的根據地。1997年工黨候選人費邊·咸美頓勝出，並連任至今。他在2010年大選中以42.7%選票勝出該區。